# 4x4 (película de 2019)
4x4 es una película argentina de 2019 dirigida por Mariano Cohn luego del éxito de la multipremiada El ciudadano ilustre estrenada en 2016 codirigida en su momento por Gastón Duprat, quién ahora funge como productor del proyecto. La cinta está protagonizada por Peter Lanzani y Dady Brieva.

## Argumento
La película comienza con un joven ladrón llamado Ciro caminando por un barrio de Buenos Aires cuando ve un auto modelo SUV que le llama la atención. El joven entra en él, comienza a robar todo y profana el auto orinando. Ciro intenta salir, pero las puertas no pueden abrirse, por lo que se desespera arrancando los paneles de las puertas, que le provocan un corte en el brazo al alcanzar el mecanismo de la cerradura e intenta pedir ayuda, pero su teléfono se apaga. La situación empeora cuando termina con su última botella de Pepsi debido al calor; ve a una mujer arreglándose el maquillaje usando la ventana de la puerta del auto pero cuando Ciro grita pidiendo ayuda, ella no lo escucha. Cuando llega la noche, Ciro está acosado por la sed, lo que le hace lamer las ventanas de la puerta en busca de agua.
Llega la mañana y Ciro reinstala el estéreo para poner música, lo que ayuda a mantener su cordura. El estéreo deja de funcionar, un número llama al auto con el identificador de llamadas. Resulta ser el dueño del auto, Enrique, un médico especialista en obstetricia. Le dice a Ciro que el sistema de seguridad que construyó en el auto, al que llama 4x4, ha cortado la energía eléctrica dentro del auto en el momento en que Ciro entró, el auto es completamente a prueba de balas, insonorizado y polarizado; por lo que nadie lo escuchará ni lo verá gritar por ayuda; lo único que no está asegurado es el tanque de gasolina, pero Enrique se burla de que ha sido manipulado con un explosivo que explotará cuando Ciro se desafíe.
Mediante el identificador de llamada, Enrique le hace preguntas a Ciro y le habla de su vida personal. A Ciro no le importa y exige que lo libere, mientras amenaza con matarlo a él y a su familia si no lo hace. Enrique se niega al colgar la llamada y enceender el aire acondicionado al máximo, congelando a Ciro hasta el punto de la hipotermia. Ciro también tiene que lidiar con la infección de su pierna por la herida de bala y la falta de alimento. Sigue intentando escapar, pero las puertas reforzadas son demasiado fuertes para atravesarlas con una barra de hierro, así que encuentra esperanza cuando un ladrón intenta entrar en el coche, pero sus esperanzas se ven truncadas cuando los transeúntes atrapan al ladrón para luego llamar a la policía.
Con el tiempo, Ciro se debilita hablando de cómo el mundo está dirigido por los ricos y cómo los pobres son pisoteados por ellos, diciendo que no obedecerá sus reglas, y que ello lo llevó a asaltar. Enrique llama y después de que Ciro responde una pregunta con una respuesta que le gusta, le dice que hay una manguera de lavadora escondida en la parte de atrás con agua para beber. Ciro la encuentra y llena su botella vacía, pero en lugar de racionar el agua, su deshidratación hace que se atiborre de ella por completo.
Los días pasan y Ciro empieza a volverse loco. Tras otra llamada de Enrique pidiendo información de Ciro, le dice que hay un alfajor escondido en el panel de frenos del auto por cumplir con sus exigencias. Enrique llama al día siguiente mencionando que fue a visitar a la esposa e hijo de Ciro, mintiéndoles sobre su paradero afirmando que trabaja para la lotería y que ganó 100.000 dólares que el propio Enrique le da a Irina para que le ayude a mudarse de su apartamento y comprar una casa. Empieza a burlarse de Ciro diciéndole que tiene sus antecedentes penales y detalla los crímenes que ha cometido, incluyendo varios robos de autos.
Ciro llama a su familia después de haber cargado la batería de su teléfono con ayuda de la luz solar, disculpándose por haber cometido otro error antes de que el teléfono se apague. Por la noche, después de pulsar el botón de arranque varias veces, el coche finalmente arranca, conduce marcha atrás y finalmente escapa. Aquejado por sus heridas, cojea hasta una gasolinera donde lleva botellas de agua y una hamburguesa para comer. Cuando el cajero avisa al guardia de seguridad de que Ciro no ha pagado su comida, éste le dispara y lo mata por molestarlo mientras comía. Sin embargo, todo este suceso sería un sueño, y al despertar, ve a Enrique de pie frente a él después de haber hecho una última llamada. Enrique intenta llevarse a Ciro para atormentarlo más, pero Ciro logra escapar, solo para ser sometido una vez más en su estado debilitado. Un oficial de policía interviene y la situación se intensifica hasta un enfrentamiento público con Enrique reteniendo a Ciro como rehén. 
La policía llama a un negociador jubilado llamado Julio Amadeo para hablar con Enrique, pero este último consigue que la mitad del vecindario lo apoye cuando habla de cómo a nadie le importan las personas como ellos cuando las cosas van mal y Enrique se ve obligado a manejar las cosas por su cuenta cuando el gobierno no interviene. Con la mitad del vecindario del lado de Enrique para matar a Ciro y la otra mitad para dejarlo libre, el negociador finalmente convence a Enrique de rendirse y liberar a Ciro. Enrique se sube a su auto y detona el artefacto explosivo, matándose a sí mismo y a los posibles transeúntes en el fuego cruzado. Ciro mira con cara triste en la parte trasera de un coche de policía finalmente después de haber sido liberado de su cautiverio, pero ahora ha sido arrestado por su error. 
Los medios de comunicación hablan de Enrique y el incidente, habiéndolo bautizado como el «Doctor Samurái» por sus fuertes convicciones de verse a sí mismo en lo correcto; todos hablan de los cambios que tendrían que hacer para que la comunidad evite más sufrimiento y obtenga el apoyo del gobierno. Se menciona a Ciro, quien recibió tratamiento médico y está esperando el juicio por los hechos ocurridos.

## Reparto
- Peter Lanzani como Ciro Bermúdez
- Dady Brieva como Doctor Enrique Ferrari
- Luis Brandoni como Julio Amadeo
- Noelia Castaño como Oficial L. Tapia
- Alejandro Paker como jefe de policía

## Producción
El desarrollo de la película comenzó cuando Cohn estaba viendo la televisión y encontró una noticia sobre un ladrón que quedó atrapado en un auto que intentó robar en Brasil, y luego en Córdoba, Argentina a Roberto Desumvila. El productor y el director esperaban generar un debate sobre la inseguridad, sus víctimas y delincuentes. Cohn y Lanzani intentaron deliberadamente evitar representar a Ciro como un estereotipo de un joven ladrón. Como es habitual en su filmografía, Duprat y Cohn compartieron el libreto con personas que sabían que eran ajenas a la industria cinematográfica.
La película se rodó en 22 días en un solo plató en los Estudios Baires de la productora Pol-ka. Mientras que tanto Brandoni como Lanzani estaban de acuerdo con la visión que tenía el director, Brieva pensó más en la película como la descripción de la alienación que tanto las personas mayores como algunos ciudadanos de clase baja sufren en el sistema y parte de la sociedad. La película presenta una autorreferencia en el fondo, en forma de un cartel de película para una hipotética El Hombre de al lado 2: El vecino contraataca. Estaba destinado a ser una simple broma, pero cuando Cohn llamó al actor Daniel Aráoz para contarle al respecto, Aráoz le preguntó por qué no hacerlo de verdad y así comenzó la escritura de guiones para la secuela. Peter Lanzani usó las actuaciones de Colin Farrell y Ryan Reynolds en Phone Booth y Buried como referencia de actuación. En la película, Ciro viste una camiseta rosa del popular club argentino Boca Juniors. Cohn eligió esta casaca en particular por varias razones: para crear un contraste de color con la tapicería del automóvil; porque para muchos es la camiseta más polémica de la historia de Boca; y generar polémica. La película estaba dedicada a Alejandro Cohn, el hermano de Mariano que murió en 2015.

## Adaptaciones
La película inspiró una nueva versión brasileña protagonizada por Chay Suade.
En 2025 se estrenará Locked, adaptación estadounidense. Los actores principales son Bill Skarsgård, quien interpreta al ladrón Eddie y Anthony Hopkins, cuyo personaje es William.